# Ercole al III-lea d'Este, Duce de Modena
Ercole al III-lea d'Este (Ercole Rinaldo), (n. 22 noiembrie 1727, Modena, Italia – d. 14 octombrie 1803, Treviso, Veneto, Italia) a fost Duce de Modena și Reggio din 1780 până în 1796. A fost membru al Casei de Este.

## Biografie
S-a născut la Modena ca fiu al lui Francesco al III-lea d'Este, Duce de Modena și a Charlotte Aglaé d'Orléans, fiica lui Philippe d'Orléans, Duce de Orléans, regent al Franței. A fost al patrulea copil al cuplului însă primii doi frați mai mari au murit înainte de nașterea lui. Sora lui mai mare a fost Maria Teresa d'Este care s-a căsătorit cu Louis Jean Marie de Bourbon și a fost bunica viitorului rege Ludovic-Filip al Franței.
În 1741 s-a căsătorit cu Maria Teresa Cybo-Malaspina, Ducesă de Massa, prin care a anexat ducatul de Massa și Carrara teritoriilor Este. Când părinții lui au preluat conducerea ducatului de Modena el a devenit Prinț Ereditar de Modena și în 1780 Duce de Modena. 
În general a fost apreciat de supușii săi (uneori vorbea cu ei dialectul modenez) și a continuat reformele începute de tatăl său. A construit două poduri în Modena la Rubiera și St. Ambrogio și a construit drumuri noi de conectare cu statele vecine. În 1785 a fondat Academia de Arte Frumoase Atesine; în timpul domniei lui artele și cultur au înflorit, iar printre protejatele sale au fost Lazzaro Spallanzani, Giambattista Venturi, Girolamo Tiraboschi, Lodovico Ricci și alții.
Invazia franceză l-a forțat să fugă la Veneția la 7 mai 1796. Mai târziu, soldații francezi l-au capturat la Veneția, jefuind 200.000 zecchini din casa lui. După acest episod s-a mutat la Treviso unde a murit în 1803.
Singurul lui copil legitim, Maria Beatrice, s-a căsătorit cu Arhiducele Ferdinand de Austria. Fiul lor, Francisc al IV-lea, a domnit în  Ducatul de Modena și Reggio în 1814.